# Daniel King (szachista)
Daniel John King (ur. 28 sierpnia 1963 w Beckenham) – angielski szachista i dziennikarz, arcymistrz od 1989 roku.

## Kariera szachowa
Pierwsze sukcesy na arenie międzynarodowej odniósł na początku lat 80. XX wieku. W roku 1982 zwyciężył w otwartym turnieju w Hamar (przed m.in. Jonathanem Tisdallem i Johnem Fedorowiczem), reprezentował również w Groningen barwy swojego kraju na mistrzostwach Europy juniorów do lat 20, zajmując V miejsce. W kolejnych latach sukcesy odniósł m.in. w Kopenhadze (1983, Politiken Cup, dz. II m.), Hamburgu (1985, dz. I m.), Bernie (1988, dz. II m. wraz z Siergiejem Kudrinem, za Miso Cebalo), Dortmundzie (1988, Dortmunder Schachtage, dz. II m. wraz z Jozsefem Pinterem, za Symbatem Lyputianem), Stavangerze (1989, dz. I m. wraz z Julianem Hodgsonem), Londynie (1989, II m. za Bentem Larsenem), Genewie (1990, dz. I m. wraz z Ian Rogersem), Winterthurze (1996, II m. za Johannem Hjartarsonem) oraz w Londynie (2004, memoriał Howarda Stauntona, dz. I m. wraz z Jonathanem Speelmanem).
Najwyższy ranking w karierze osiągnął 1 lipca 1990 r., z wynikiem 2560 punktów dzielił wówczas 63-71. miejsce na światowej liście FIDE, jednocześnie dzieląc 5-6. miejsce wśród szachistów angielskich.
W połowie lat 90. praktycznie zaprzestał gry w turniejach indywidualnych, występując jedynie w drużynowych rozgrywkach w Wielkiej Brytanii, co nastąpiło w efekcie poświęcenia się pracy dziennikarskiej i publicystycznej. Jest stałym współpracownikiem renomowanych szachowych magazynów, angielskiego Chess Monthly oraz niemieckiego Schach 64. Wielokrotnie występował w programach telewizyjnych, m.in. w stacjach BBC, ESPN, Eurosport, Star TV, Doordashan i CanalWeb, jest również autorem kilku prezentacji multimedialnych (m.in. dla ChessBase) oraz kilkunastu książek o tematyce szachowej.

## Publikacje
- Mastering the Spanish (1992, wraz z Pietro Ponzetto)
- Winning With the Najdorf (1992)
- Learn Chess With Nigel Short (1993, wraz z Nigelem Shortem)
- World Chess Championship – Kasparov v. Short (1993, wraz z Donaldem Trelfordem)
- How Good is Your Chess? (1993, 2003)
- World Chess Championship 1995, Kasparov vs Anand (1995)
- How to Win at Chess (1995)
- Kasparov v. Deep Blue (1997)
- The Closed Sicilian (1997)
- Choose the Right Move (1998)
- The English Defence (1999)
- Kasparov Against the World (2000, wraz z Garrim Kasparowem)
- Chess (2000)
- Games (2003)
- Test Your Chess With Daniel King (2004)
- The Chess Box (2004)